# Cláudio de Besançon

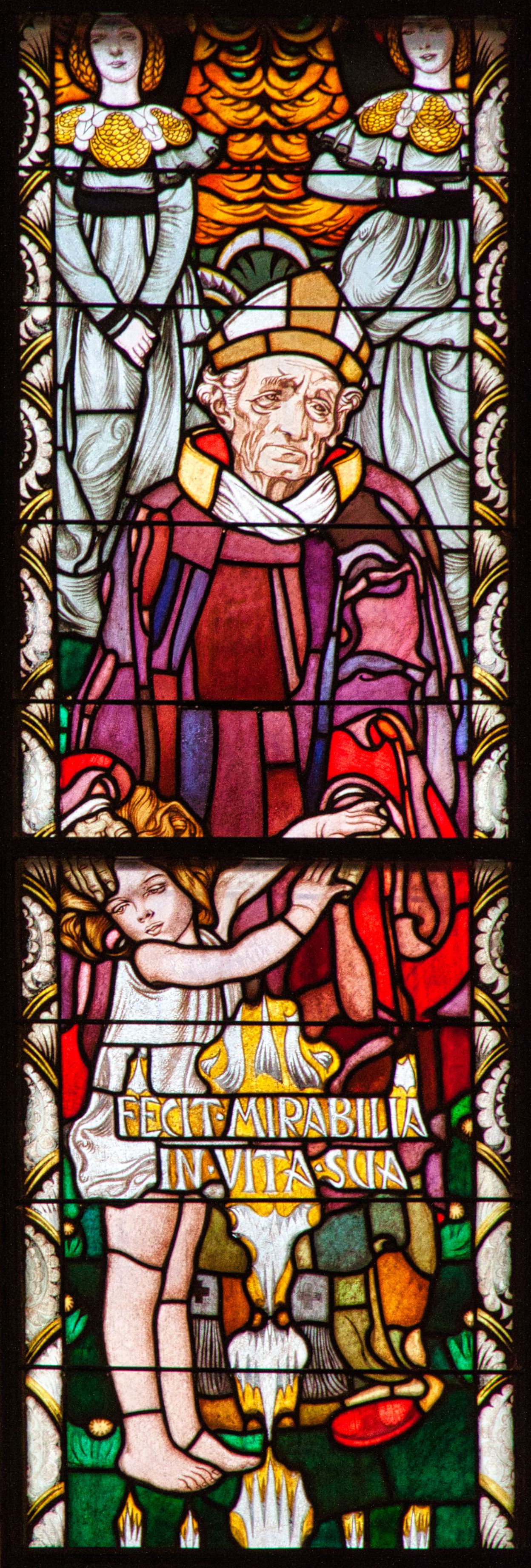
São Cláudio num vitral de Józef Mehoffer, 1912-1914, na catedral em Friburgo, Suíça

Cláudio de Besançon (em francês:  Claude; c. 607–6 de junho de 696 ou 699), chamado também de Cláudio, o Taumaturgo, foi um padre, monge, abade e bispo. Um nativo do Franco-Condado, Cláudio foi ordenado sacerdote em Besançon e depois tornou-se monge. Segundo a Enciclopédia Católica, "a vida de São Cláudio, abade do Condado, tem sido tema de muita controversa". O anglicano Henry Wace escreveu que "neste santo, os inventores de lendas compilaram uma grande variedade de improbabilidades".
Mesmo assim, Wace não encontrou razão para duvidar que Cláudio era de fato um nobre. Segundo uma antiga tradição de Salins-les-Bains, ele teria nascido no castelo de Bracon, perto de Salins, numa família galo-romana chamada "Cláudia". Esta família já havia produzido outro São Cláudio no século VI.
Um de seus hagiógrafos, Laurêncio Súrio, escreveu que Cláudio foi deixado sob os cuidados de tutores ainda muito jovem e que, além de seus temas acadêmicos de estudo, Cláudio passava horas lendo obras devocionais, particularmente vidas de santos. Até os vinte anos, serviu como guarda-costas, mas, em 627, foi nomeado cônego por Donato, um bispo de Besançon. Donato escreveu regulamentos para seus cônegos e Cláudio os seguiu assiduamente. Ele ficou famoso como professor e por seu ascetismo, comendo apenas uma refeição frugal por dia.
Depois de servir como sacerdote em Besançon, Cláudio entrou para a abadia do Condado em Saint-Claude (Jura), que seria depois batizada em sua homenagem, nos montes Jura. Ele foi depois eleito como décimo-segundo abade com trinta e quatro anos em 641 ou 642, durante o pontificado do papa João IV (r. 640–642). Cláudio trouxe a Regra de São Bento ao Condado. Ele conseguiu o apoio do rei merovíngio Clóvis II (r. 639–657), convencido por Batilda, sua esposa, e obteve uma anuidade do monarca. Durante o mandato de Cláudio, a abadia prosperou: ele construiu novas igrejas e relicários e alimentou os pobres e peregrinos de sua região.
Com a morte de São Gervásio, bispo de Besançon, o clero da cidade elegeu Cláudio como arcebispo em 685 e ele serviu, meio a contragosto, como 29º bispo de Besançon, seguindo os catálogos episcopais.
Porém, ao perceber que a disciplina havia relaxado no Condado, Cláudio abdicou e retornou para sua abadia, morrendo em 696 ou 699.

## Veneração
Depois de sua morte, Cláudio tornou-se um dos mais populares santos da França. No século IX, Rábano Mauro menciona Cláudio em seu "Martirológio" como um intercessor. Seu corpo, dito incorrupto, foi escondido durante as invasões muçulmanas, redescoberto em 1160 e visitado em 1172 por São Pedro de Tarentaise. As relíquias foram solenemente carregadas por toda a Borgonha antes de serem levadas ao Franco-Condado. Porém, um documento do século IX de fato afirma que seu corpo já estava na Abadia de São Cláudio (Saint Oyend, Oyand).
A cidade de Saint-Claude era originalmente chamada Saint-Oyand ou Saint-Oyend, uma homenagem a Santo Eugendo. Porém, quando Cláudio renunciou, em 687, e morreu, em 696, o número de peregrinos visitando seu túmulo foi tão grande que, desde o século XIII, o nome "Saint-Claude" passou a ser mais utilizado e acabou suplantando o nome anterior. A Catedral de Saint-Claude, na cidade, foi dedicada a São Cláudio.
As relíquias do santo foram incineradas em março de 1794, durante a Revolução Francesa. A rainha Cláudia de França (Claude), primeira esposa do rei Francisco I da França, foi batizada em sua homenagem.